# Vig mestyrann
Vig mestyrann (Uromyias agilis) är en fågel i familjen tyranner inom ordningen tättingar.

## Utseende och läte
Vig mestyrann är en liten och rätt långstjärtad tyrann. Fjäderdräkten ser vanligen rätt ovårdad ut med suddiga streck undertill, ett otydligt vitt ögonbrynsstreck och en mörkare mask över ögonen. Buken är ljust citrongul och på huvudet syns en något raggig tofs som dock ofta hålls nere. Olikt andra liknande fåglar saknar den vingband. Bland lätena hörs drillar och exalterade gnissliga ljud.

## Utbredning och systematik
Fågeln föreommer från Anderna i Colombia till västligaste Venezuela och Ecuador. Den behandlas som monotypisk, det vill säga att den inte delas in i några underarter.

## Levnadssätt
Vig mestyrrann hittas i buskiga tempererade skogar och skogsbryn från 2600 till 3500 meters höjd. Den ses vanligen i småflockar som aktivt födosöker i undervegetationen, ibland som en del av kringvandrande artblandade flockar.

## Status och hot
Arten har ett stort utbredningsområde, men tros minska i antal, dock inte tillräckligt kraftigt för att den ska betraktas som hotad. Internationella naturvårdsunionen IUCN listar arten som livskraftig (LC).